# Bukit Genteng
Bukit Genteng är en kulle i Indonesien.   Den ligger i provinsen Aceh, i den västra delen av landet, 1 600 km nordväst om huvudstaden Jakarta. Toppen på Bukit Genteng är 293 meter över havet, eller 205 meter över den omgivande terrängen. Bredden vid basen är 11,6 km.
Terrängen runt Bukit Genteng är huvudsakligen platt, men den allra närmaste omgivningen är kuperad.Runt Bukit Genteng är det mycket tätbefolkat, med 1 018 invånare per kvadratkilometer. Närmaste större samhälle är Langsa, 13,7 km öster om Bukit Genteng. I omgivningarna runt Bukit Genteng växer i huvudsak städsegrön lövskog.